# Drets del col·lectiu LGBT a Libèria

Aquest és un article sobre els drets LGBT a Libèria. Les persones lesbianes, gais, bisexuals i transsexuals a Libèria han d'afrontar reptes legals que no experimenten els residents no LGBT. L'activitat homosexual tant masculina com femenina és il·legal a Libèria.

## Llei sobre l'activitat sexual amb persones del mateix sexe
El subcapítol D (relacionat amb delictes sexuals) del capítol 14 de la Llei penal de Libèria tipifica com a criminals la sodomia voluntària, de la manera següent:
Secció 14.74. Sodoma voluntària. Una persona que es dedica a relacions sexuals desviades en circumstàncies no expressades a la Secció 14.72 [relacionada amb la sodomia involuntària agreujada] o 14.73 [relacionada amb la sodomia involuntària] ha comès un delicte de primer grau.
Secció 14.79. Definicions relatives a seccions sobre delictes sexuals contra la persona. En aquest subcapítol:
(a) "actes sexuals" ocorren en la penetració, per lleve; no cal l'ejaculació;
(b) "relacions sexuals desviades" significa contacte sexual entre éssers humans que no són marit i muller o que viuen com a home i dona, encara que no estan legalment casats, que consisteixen en el contacte entre el penis i l'anus, la boca i el penis, o la boca i la vulva;
(c) "contacte sexual" significa qualsevol toc de les parts íntimes o sexuals d'una persona amb l'objectiu de despertar o gratificar el desig sexual.
El capítol 50 del Codi Penal de Libèria especifica les sancions per violar les lleis precedents:
Secció 50.7. Sentència de presó per delicte menor. Una persona que hagi estat condemnada per un delicte menor pot ser condemnada a empresonament pels següents termes:
(a) Per un delicte menor del primer grau, a un termini definitiu de presó que haurà de resoldre el tribunal no més d'un any ...
Secció 50.9. Multes autoritzades; restitució. 1. Quant als individus. Llevat de la disposició expressa contrària, i subjecte a la limitació continguda en el paràgraf 3, una persona que hagi estat condemnada per un delicte pot ser condemnada a pagar una multa que no excedeixi:
* * * *
(c) Per un delicte menor del primer grau, [LBR] $ 1,000 [11.61 US $], o el doble del guany realitzat pel demandat;
Secció 50.10. Imposició de multes. 1. Capacitat de pagament. Per determinar l'import i el mètode de pagament d'una multa, el tribunal, en la mesura del possible, proporcionalitzarà la multa a la càrrega que el pagament imposarà a la vista dels recursos financers de l'acusat. ...
2. Multa només. Quan qualsevol altra disposició està autoritzada per un estatut, el tribunal no condemnarà a un individu a pagar una multa només a menys que, tenint en compte la naturalesa i les circumstàncies del delicte i la història i el caràcter de l'acusat, opini que la multa només serà suficient per a la protecció del públic.
3. Multa, a més de condemna d'empresonament. El tribunal no condemnarà a un acusat a pagar una multa a més d'una pena d'empresonament o llibertat condicional llevat que:
(a) L'acusat hagi derivat un guany pecuniari del delicte; o
(b) El tribunal consideri que una multa estigui especialment adaptada per evitar el delicte involucrat.

## Condicions sumàries
L'informe de drets humans de 2012 del Departament d'Estat dels Estats Units,
| « | La cultura ... s'oposa fortament a l'homosexualitat. ... Les persones LGBT eren prudents [en 2012] per revelar les seves identitats sexuals, i grups que recolzen els drets de les persones LGBT ho van fer tan dissimuladament per por a les represàlies. ... Hi havia informes de premsa i societat civil sobre l'assetjament de persones percebudes com a LGBT, però cap d'elles va ser documentat oficialment. L'estigma social i la por a la represàlia oficial poden haver impedit que les víctimes informin de la violència o discriminació per motius d'orientació sexual o identitat de gènere. A l'octubre [,] un agent de policia es va negar a investigar les denúncies de la pallissa a un home gai. La policia va arrestar posteriorment a un home gai. Els activistes van al·legar que la [Policia Nacional de Libèria] ... o altres agents de l'ordre públics van atacar o van fustigar a aquells que creuen que són LGBT. Hi havia alguns grups de la societat civil que van promoure els drets dels individus LGBT, però mantenien un perfil molt baix a causa de la por a la persecució. | » |

En 2012 es va establir el Moviment per a la Defensa de Gais i Lesbianes a Libèria, amb el seu cap Archie Ponpon. El govern liberià, però, ha rebutjat la sol·licitud d'inscripció del moviment, i Ponpon s'ha enfrontat a una violenta reacció als seus esforços. La casa de la seva mare fou cremada fins als fonaments. Després de parlar a favor dels drets LGBT a la ràdio pública de Monròvia a principis de març de 2012, una turba violenta se li va enfrontar quan va sortir de l'estació de ràdio. La policia va intervenir per protegir a Ponpon de l'atac.

## Legislació considerada el 2012
En resposta a un intent de petició de la legislatura de Libèria per protegir els drets dels residents LGBT, el ponent de la Casa de Representants de Libèria, Alex Tyler, va dir als periodistes el gener de 2012 que els seus col·legues ja han denunciat l'esforç. "Sóc metodista i tradicionalista. Mai no suportaré una factura gai perquè està perjudicant la supervivència del país". També va advertir que qualsevol projecte de llei LGBT introduït a la Cambra "serà llançat al riu Du o Montserrado".
En febrer de 2012 la senadora Jewel Howard Taylor, ex-esposa del president Charles Ghankay Taylor, va introduir una legislació que faria que les relacions homosexuals fossin un delicte de primer grau amb un màxim càstig de la mort. Una proposta similar fou introduïda en la Casa de Representants per Clarence K. Massaquoi a començaments de febrer de 2012excepte que el delicte seria un felonia de segon grau.
En una carta al diari The Guardian imprès el 23 de març de 2012, el secretari de premsa presidencial de Libèria, Jerolinmek Matthew Piah, va dir:
| « | El vostre article ... no va retratar la posició de la presidenta Ellen Johnson Sirleaf sobre la presumpta legislació sobre homosexualitat. No hi ha cap llei que faci referència a l'homosexualitat a Libèria, de manera que no podria estar defensant una llei sobre l'homosexualitat. Ella s'ha gravat dient ... que qualsevol llei presentada davant d'ella respecte a l'homosexualitat serà vetat. Això també s'aplica a un intent de dos membres de la legislatura liberiana d'introduir lleis més estrictes dirigides a l'homosexualitat. Per tant, és molt decebedor haver d'informar que la presidenta Sirleaf està defensant les lleis que criminalitzen l'homosexualitat. Ella i el seu govern creuen que la llei actual sobre pràctiques sexuals aborda suficientment les preocupacions de la majoria dels liberians i garanteix el respecte dels valors tradicionals. La realitat és que l'estatus de la qüestió a Libèria ha estat de tolerància, i ningú no ha estat perseguit segons aquesta llei. La presidenta també pensa que amb la llibertat d'expressió sense precedents que gaudeix avui Libèria, la nostra democràcia en potència serà prou forta per donar cabuda a noves idees i debatre tant el seu valor com les lleis de Libèria amb obertura, respecte [,] i independència. | » |

El 20 de juliol de 2012, el Senat de Libèria va votar per unanimitat per promulgar legislació per prohibir i criminalitzar els matrimonis del mateix sexe. Més tard, al juliol, es va llançar una petició online per Mr. Gay World Organization per revocar el Premi Nobel de la Pau a Sirleaf si signava aquesta legislació.

## Taula resum
| Activitat sexual legal amb el mateix sexe                     | (fins a 1 any de presó) |
| Mateixa edat de consentiment                                  | No                      |
| Lleis antidiscriminació a la feina                            | No                      |
| Lleis antidiscriminació en la prestació de béns i serveis     | No                      |
| Matrimoni del mateix sexe                                     | No                      |
| Lleis antidiscriminació en el discurs de l'odi i la violència | No                      |
| Reconeixement de les parelles del mateix sexe                 | No                      |
| Adopció de fillastres per parelles del mateix sexe            | No                      |
| Adopció conjunta per parelles del mateix sexe                 | No                      |
| Prestació de servei militar per gais i lesbianes              |                         |
| Dret legal a canviar de gènere                                | No                      |
| Accés a la fecundació in vitro per lesbianes                  | No                      |
| Subrogació comercial per a parelles d'homes homosexuals       | No                      |
| Permís per donar sang als MSMs                                | No                      |